# Giovanni Francesco Bembo
Pour les articles homonymes, voir Bembo et Famille Bembo.
Giovanni Francesco Bembo (également connu comme Gianfrancesco Bembo) né à Crémone, est un peintre italien de la Renaissance actif au XVIe siècle.

## Biographie
Giovanni Francesco ou Gianfrancesco Bembo, est le neveu de Bonifacio Bembo, le fils de Giovanni et le frère de Lorenzo, tous peintres. On lui prête un passage à Rome où selon Vasari il aurait été connu sous le nom de Giovan Francesco Vetraro. Vasari écrit que Giovanni Francesco a travaillé à Rome pour le Pape Léon X.
Giovanni Francesco Bembo est actif surtout entre 1515 - 1543. Il fait son apprentissage avec Boccaccio Boccaccino. En 1515, il peint deux fresques : La Présentation au temple et une Adoration des mages pour le Duomo de Crémone. En 1524, il réalise un retable de San Pietro représentant une Vierge, trois saints et un donateur, en 1530, une Vierge et saint Étienne et en 1540, une Vierge, saint  Jean-Baptiste et un évêque, maintenant au Museo Civico.
Les autres ouvrages à Crémone se trouvent à San Niccoló, (Nicolas avec la Vierge) et à San Pietro (une Madone (1524). Son style rappelle celui de Fra Bartolomeo.

## Œuvres
- La Présentation au Temple et Adoration des mages, Duomo de Crémone,
- Retable de San Pietro représentant une Vierge, un saint et un donateur,
- Vierge et saint Étienne,
- Vierge, saint Jean-Baptiste et un évêque, Museo Civico,
- Nicolas avec la Vierge, San Niccoló,
- Madone, San Pietro,

## Sources
- (en) Cet article est partiellement ou en totalité issu de l’article de Wikipédia en anglais intitulé « Giovanni Francesco Bembo » (voir la liste des auteurs).